# Urs Blöchlinger
Urs Leo Blöchlinger (* 4. Juni 1954 in Wettingen; † 3. März 1995 in Turgi) war ein Schweizer Jazzmusiker (Altsaxophon, Sopranino, Basssaxophon, Flöte) und Komponist.

## Leben und Wirken
Blöchlinger lernte zunächst als Autodidakt Gitarre und Trompete, bevor er sich dem Saxophon zuwendete. Er studierte für kurze Zeit an der Swiss Jazz School in Bern (u. a. bei Andy Scherrer), wechselte dann an die Musikakademie in Zürich, brach aber das Studium kurz vor dem Diplom ab. Er betrieb mit dem Jerry Dental Kollekdoof ein multimediales Kabarett mit Christoph Baumann, gründete ein eigenes Trio (mit Thomas Dürst, Thomas Hiestand), brachte 1982 in das Ensemble Lekfek eigene Kompositionen ein und gründete dann Gruppen wie Heilige Bimbam, Kuddeldaddeldu oder Tettet. Er spielte aber auch mit Day & Taxi oder Bermuda Viereck; weiterhin trat er mit George Gruntz, Carla Bley, Hans Koch, Werner Lüdi, Peter Schärli, John Wolf Brennan, Martin Schütz, Fredy Studer, Christy Doran oder Hans Kennel auf.
Blöchlinger, der seit 1981 mit der Pianistin Valérie Portmann verheiratet war, schrieb multistilistische Kompositionen zwischen Modern Jazz und Neuer Musik und führte daneben Experimente mit Improvisationskonzepten durch. Er verfasste Theater- und Filmmusik („Paddy oder die Lilie auf dem Boden der Flasche“) und das 1991 in Bern aufgeführte Musical „Der Kranich“ (mit einem Libretto von Hansjörg Schneider), aber auch Kompositionen für die „Schlieremer Chind“. „Der passionierte Grenzgänger und heiter-melancholische Avantgardist war rastlos zwischen den Stilen, zwischen Klamauk und einer Ästhetik des Widerstands unterwegs.“ Vierzigjährig beging Blöchlinger Suizid.

## Diskographische Hinweise
- Jerry Dental Kollekdoof: Das kochende Inferno (Voxpop 1978, mit Hämi Hämmerli)
- Il faut boire (mit Thomas Dürst, Burhan Öçal, Hansjörg Notz; Mr Jazz 1982)
- Aesthetik als Widerstand (Plainisphare 1982)
- Neurotica (mit Glenn Ferris, Jürg Ammann, Thomas Dürst, Dieter Ulrich, Ruedi Häusermann, Hans Koch; hatArt 1984)
- Cadavre exquis  (Creative Works Records 1987)
- Kutteldaddeldu (mit Jacques Demierre, Olivier Magnenat; Plainisphare 1990 und 1992)
- Just the One (Solo-CD, Plainisphare 1994)
- Heilige Bimbam (mit Urs Voerkel, Martin Gantenbein, Luigi Archetti, Moritz Rüdisüli, Christoph Gantert; Mass & Fieber 1998, Vertrieb: Karbon)
- "I.N.I.T.I.A.L.S." (mit John Wolf Brennan, Peter Schärli, Creative Works Records 2005)
- Urs Blöchlinger Revisited: Harry Doesn’t Mind (Leo Records, 2020)

## Lexigraphische Einträge
- Tom Gsteiger: Blöchlinger, Urs. In: Historisches Lexikon der Schweiz.
- Bruno Spoerri: Biografisches Lexikon des Schweizer Jazz.